# Who Came First
Who Came First è il primo album solista di Pete Townshend, chitarrista e compositore dei The Who. Il disco include pezzi scartati dal concept album mai pubblicato degli Who, Lifehouse, come anche un omaggio al suo mentore Meher Baba. Un dollaro per ogni copia venduta dal 1972 è stato devoluto in beneficenza.

## Tracce(versione originale)
Lato A
1. Pure & Easy - 5:32
2. Evolution  (Ronnie Lane) - 3:44
3. Forever's No Time at All  (Billy Nicholls, Katie Mclnnerney, Caleb Quaye) - 3:06
4. Let's See Action - 6:25

Lato B
1. Time Is Passing - 3:27
2. There's a Heartache Following Me (canzone di Jim Reeves, eseguita da Pete Townshend) - 3:23
3. Sheraton Gibson - 2:37
4. Content  (Kennedy/Pete Townshend) - 2:58
5. Parvardigar (basata su una preghiera del Meher Baba, arrangiata ed eseguita da Pete Townshend) - 6:46

## Ristampa

### Bonus track ristampa del 1992 - Ryko CD e cassette
1. His Hands - 2:11
2. The Seeker - 4:34
3. Day of Silence - 2:53
4. Sleeping Dog - 2:59
5. The Love Man - 4:59
6. Lantern Cabin (piano) - 4:12

### Bonus track del 2006 - Imperial (Giappone) CD
1. Mary Jane - 2:35
2. I Always Say - 5:50
3. Begin the Beguine (canzone di Cole Porter, eseguita da Pete Townshend) - 4:49